# NGC 4607
NGC 4607 é uma galáxia espiral barrada (SBb) localizada na direcção da constelação de Virgo. Possui uma declinação de +11° 53' 08" e uma ascensão recta de 12 horas, 41 minutos e 12,2 segundos.
A galáxia NGC 4607 foi descoberta em 24 de Abril de 1854 por William Parsons.